# Endiandra frondosa
Endiandra frondosa är en lagerväxtart som beskrevs av André Joseph Guillaume Henri Kostermans. Endiandra frondosa ingår i släktet Endiandra och familjen lagerväxter. Inga underarter finns listade i Catalogue of Life.